# دیوید جیمز الیوت
دیوید جیمز الیوت (انگلیسی: David James Elliott؛ زادهٔ ۲۱ سپتامبر ۱۹۶۰) یک هنرپیشه اهل کانادا است. وی از سال ۱۹۸۶ میلادی تاکنون مشغول فعالیت بوده‌است.
از فیلم‌های او می‌توان به دانشکده پلیس ۳ اشاره نمود.